# Santa Teresa Gallura
Santa Teresa Gallura (galurski: Lungòni, sardinski: Lungòne) je grad i općina (comune) u pokrajini Sassariju u regiji Sardiniji, Italija. Nalazi se na nadmorskoj visini od 40 metara i ima 5 277 stanovnika.
 Prostire se na 102,29 km². Gustoća naseljenosti je 52 st/km².
Susjedne općine su: Tempio Pausania, Valledoria i Viddalba.